# 24時間テレビ 愛は地球を救う17
24時間テレビ17「愛は地球を救う」は、日本テレビ系列にて1994年8月20日（土曜）18:00 - 8月21日（日曜）20:00まで生放送された17回目となる『24時間テレビ』である。

## 概要
今回は放送開始時刻が18:00（JST）に繰り上がったため、土曜18:00 - 日曜20:00枠での放送となる。
3回目の「チャリティーマラソン」はダチョウ倶楽部（肥後克広・寺門ジモン・上島竜兵）が担当、3回目にして初の複数ランナーとなった。
1992年（第15回）以来、徳光和夫と共に総合司会を担当した楠田枝里子は今回が最後の担当となった。
この年は『クイズ世界はSHOWbyショーバイ!!』、『マジカル頭脳パワー!!』の制作陣が中心となって制作された。また途中8月20日の19・20時台はサッカー・Jリーグ「NICOSシリーズ」（年度後半戦）の「ヴェルディ川崎対横浜マリノス戦」を等々力陸上競技場から番組内に内包して生中継した。
この回からエンドロールでの主要出演者の紹介がなくなる。

## 出演者

### 総合司会
- 徳光和夫
- 楠田枝里子

### チャリティーパーソナリティー
- 牧瀬里穂

### 番組パーソナリティー
- 中山秀征
- 酒井法子

### チャリティーマラソンランナー
- ダチョウ倶楽部（肥後克広・寺門ジモン・上島竜兵）

## 企画
- サッカーJリーグ「ヴェルディ川崎×横浜マリノス」
土曜 19:00 - 21:00
- 24時間・100通の手紙
- 有名人歌声チャリティー
- クイズ・音楽は眠らない
- ウッチャンナンチャンの人間をもう一度信じて見たいスペシャル!
深夜枠第1部
出演：ウッチャンナンチャン（南原清隆・内村光良）、出川哲朗、川合俊一、岡本夏生
- 爆裂!!真夏のミッドナイトパーティー 99の大挑戦
深夜枠第2部
司会：コント赤信号、飯星景子
出演：ナインティナイン（岡村隆史・矢部浩之）、松村邦洋、伊集院光
- ぽんぽこ号
1994年のチャリティーカー
担当：牧瀬里穂
- 日本列島ふるさとこのチャレンジ
番組参加31局制作企画
- 富士山頂に働くお父さんに差し入れをしよう!
出演：池谷幸雄、飯島直子
- なわとびで世界記録に挑戦しよう!
富山県の小学生90人が大なわとび回数世界記録161回に挑戦
- 四万十川を下って海まで行こう!
出演：佐竹雅昭
- クイズ・チャレンジがいっぱい
- 海外チャリティー報告
- 笑点 in 銀座
- グランドフィナーレ

## ニュース
- 土曜23:55 - NNNきょうの出来事
- 日曜00:05 - スポーツうるぐす
- 日曜06:45 - NNN朝のニュース
- 日曜11:30 - NNN昼のニュース
- 日曜18:00 - NNN日曜夕刊

## 関連番組
- 24時間テレビおじゃマンボウ
1994年8月20日 土曜 16:10 - 17:30

## スタッフ
- 構成：沢口義明、浜田悠 / 東條真弓、雫弘幸、今村良樹、内海邦一、平岡秀章、池田一之、おちまさと、海老克哉、内村宏幸、都築浩、そーたに、中野俊成、田中直人、ひめはじめ、菊池裕一、飯澤眞太郎、高梨武志、吉原政幸、内野恵、原千鶴、山屋美晴、新倉イワオ、遠藤佳三

日本武道館
- テクニカルディレクター：田中元一
- 美術：久保玲子、高野雅裕、栗田寛、小林武司、渡辺勇二
- 音楽効果：三神直、小川彦一、島野高一、橋本いづみ、村田好次
- TK：中村ひろ子、井崎綾子、阿部直子、野口かず実、矢島由紀子、大岡伸江、村田和子、吉岡千絵、桜井英美子（えみこ）
- 武道館コーディネーター：八木博春、大長稔幸
- ステージング：土居甫
- 編曲：しかたたかし、永作幸男、たかしまあきひこ
- 日本テレビ音楽学院歌唱指導：橋本賀代子
- アシスタント：日本テレビイベントコンパニオン、日本テレビ音楽学院
- フロアディレクター：舟沢謙二、長谷川賢一、杉岡士朗、森実陽三、瓜生健、渡部智明、環真吾、大野哲哉、中村博行、井原亮子、高橋康之、日向野明、平野進、栗原憲也、西崎修一、鈴木守、鈴木豊人、木曽守、西口晃彦、小林周一、川本良樹、横島昌子、島本眞也
- ディレクター：塩谷憲昭、高島一郎、藤井淳 / 土屋泰則
- プロデューサー：和田隆、村松宏、大谷哲郎、新国誠、荻原伸之、松尾邦夫、宮崎徹 / 染井将吾、岡田謙吾、岩崎泰治

Gスタジオ
- テクニカルディレクター：坂東秀明
- スイッチャー：村松明、武藤慶一、岩本茂
- カメラ：渡辺滋雄、村上新郷、仲原和一
- 音声：坂本親保、大島康彦、田中勝巳、荒井吉春
- VE：一ノ瀬健次、盛岡智明、鹿島友二、梅津孝一
- 照明：松村登貴雄、小寺勝馬
- 音楽効果：白根沢修、古川直樹
- 美術：石附千秋
- 制作進行：中田敦子
- TK：山沢啓子、塚越倫子、恩田明子、桐原千春
- アシスタントプロデューサー：中井信介、高嶋晃子、江尻直孝、榎元美由紀
- ディレクター：竹田次彦、伊藤慎一、中屋満、柳川剛、飯沼誠、加藤宏実、柳井誠也、岡村勝久、海野裕二
- 演出：小澤龍太郎、矢坂義之、工藤浩之
- プロデューサー：桜田和之、土屋敏男、河野直樹

銀座日産ギャラリー
- 技術テクニカルディレクター：坂西敏明
- 照明：川崎吉男
- 美術：小林俊輔
- 音楽効果：恩田佳代子
- ディレクター：橋本浩光、飯田達哉、大畑仁
- プロデューサー：中島銀兵、尼崎昇

チャリティーマラソン
- テクニカルディレクター：村上孝一
- カメラ：赤池貞仁、保刈寛之
- 音声：新名大作
- 照明：渡辺一成
- VE：片柳幸央
- 美術：小林俊輔
- 制作進行：小澤洋子
- ディレクター：竹内尊実、小川明人、香川春太郎、米川昭吾、高松大、根津伸行
- プロデューサー：大澤雅彦、川邊哲也

ぽんぽこ号
- テクニカルディレクター：藤沼秀一
- アシスタントディレクター：岡田尚子
- ディレクター：磯野太、牧之瀬則夫、栗栖政文

川下り
- テクニカルディレクター：小松広昭（RKC）、福井一宏（RKC）、今泉芳純（RNB）
- カメラ：森本康弘（RKC）、松岡茂（RKC）
- VE：浜田康好（RKC）、毛利文昭（RNB）、森下義之（RNC）、尾崎春義（RNC）
- ダウンリンク高尾配信：武田文和（RNB）、湯谷憲智（RNC）
- SNG：渡部頼之（RNB）、筒井義博（RNC）
- 制作進行：梅沢佳代、飯田剛
- 音声：山岡論（RNC）
- ディレクター：小林克人、成田理、南澤昭一、井澤誠作（RKC）、中嶋淳介（RKC）、猪頭大輔（RKC）
- プロデューサー：矢追孝男、加藤晋也

なわとび
- テクニカルディレクター：東山忠幸（KNB）、三沢津代志
- アシスタントディレクター：酒井柚香、田中将彦
- ディレクター：林田正記、佐藤一幸、張相烈
- プロデューサー：古野千秋

富士山
- テクニカルディレクター：島村隆宏、中野雅典（SDT）
- カメラ：塚本洋士（SDT）
- スイッチャー：杉山孝幸（SDT）
- 音声：藤下新吾（SDT）、青木一弘（SDT）
- TK：坂本幸子
- アシスタントディレクター：南波昌人、高野正樹、植木栄次、椙山仁美（SDT）
- ディレクター：寺内壮、三枝孝臣、吉川保志、古山晃
- プロデューサー：増田一穂、富田秀樹、諸星正彦（SDT）

海外取材
- ディレクター：小澤太郎、杉村和彦、原島雅之、山口晃弘

Jリーグ中継
- テクニカルディレクター：古井戸博
- ディレクター：高橋知也、岡部智洋、佐々木豊、松岡至、橋本教
- プロデューサー：福田泰久
- チーフプロデューサー：橋本憲二

Dサブ
- ディレクター：宮本修二、山田克也、三木聖哲
- 技術テクニカルプロデューサー：須田昌宏、佐藤公則
- 美術：石川啓一郎
- 広報：大関雅人、立柗典子、森亜希子
- ボランティア担当：桜井博
- ヘリコプターTP：石渡敏幸
- アニメーション：伊藤響、やすみ哲夫
- 編成進行：斉藤嘉男、桜林弘司
- CM進行：若松央樹
- 回線コーディネーター：谷山秀行、西野三樹夫
- 海外衛星コーディネーター：北川晴朗
- 技術協力：NTV映像センター、日本テレビビデオ、コスモ・スペース、テレテック、タムコ、東京音研、共立、バンセイ、朝日航洋、田中電気、日本有線テレビ、ジャパンテレビ、明光セレクト、日放、さがみエンジニアリング、千代田ビデオ
- 制作協力：日企、NCV、ハウフルス、ザ・ワークス、ユニオン映画、スタッフ東京、ジッピー、オン・エアー、日本テレビエンタープライズ
- 特別協賛：日産自動車

Kサブ放送本部
- テクニカルディレクター：安波次夫、遠藤裕二、水島光一
- 総合ライティングディレクター：関仁
- TK：居波初子、石島加奈子、関仁美、柏木梨佐、梅沢和世、百武ひろみ、河野恵
- 回線：大武智治、河戸憲男、加宮貴浩
- ディレクター：梅原幹、安藤正臣、赤間佳彦、三觜雅人
- 回線コーディネーター：室川治久、城朋子、河野英裕、明石成司、高田耕作、小山和行、上野真二、村田清治、神野基彦、渡辺一裕、西谷政仁、木村勇、常泰幸文、大沼潤、木村知恵子
- 制作進行：東原祐子、佐竹賢一、毛利忍、大場吾郎、遊佐恵、斎藤みさ子 / 斉藤寿
- 制作本部：白石重昭、篠崎安雄 / 吉岡正敏、金谷勲夫、大井紀子、小杉善信、小山啓、吉川圭三 / 棚次隆、大鐘智、鈴木義治、初川則夫
- アートディレクター：浅葉克己
- コピーライター：糸井重里
- プロデューサー：佐野譲顕、吉田真
- 総合演出：雨宮秀彦、中村英明 / 五味一男
- チーフプロデューサー：渡辺弘
- チーフディレクター：神戸文彦
- 制作指揮：萩原敏雄
- 総指揮：漆戸靖治
- 製作著作：日本テレビ